# Missió Ramakrishna
La Missió Ramakrishna (bengalí: রামকৃষ্ণ মিশন) és una organització filantròpica, voluntària i religiosa vedàntica fundada l'1 de maig de 1897 per Swami Vivekananda qui fou deixeble directe de Ramakrishna. Sri Sarada Devi va tenir un paper clau amb la seva creació i amb el seu desenvolupament.
L'organització realitza un ampli ventall de tasques des de l'assistència sanitària, el socors de desastres, la gestió rural, fins l'educació primària, superior i cultural. La missió es basa en els principis del karma ioga (principi de treball desinteressat ofert a Déu). Està ubicada dins el monestir de Belur, Bengala Occidental (Índia), al igual que la seva organització bessona la Comunitat monàstica Ramakrishna (Ramakrishna Math). Utilitza els esforços conjunts de centenars de monjos d'aquesta comunitat i milers de seguidors.
La Missió va obtenir l'estatus jurídic en el moment de la seva inscripció a l'Índia el 1909 en virtut de la Llei XXI de 1860. La seva gestió està a càrrec d'un consell d'administració. Encara que la Missió és una entitat jurídica diferent que la comunitat monàstica Ramakrishna estan estretament relaciondes. Els assessors elegits per la Math també serveixen pel consell d'administració de la Missió. La Societat Vedanta n'és la branca del Moviment a occident que treballa més en el camp purament espiritual que no pas el de la protecció social.

## Ideals i objectius
Els ideals de la Missió tenen una naturalesa purament espiritual i humanitària. Sense relació amb el món polític. Vivekananda ho va resumir sota el lema "renúncia i servei". Com el doble ideal nacional de l'Índia moderna. I el treball de la Missió és esforçar-se per practicar-los i predicar-los. Sota els principis dels Upanishads i Ioga al Bhagavad-Gita segons Ramakrishna i Vivekananda el servei als pobres és el servei de Déu. Els serveis són considerats manifestacions veritables de la Divinatat.
El lema de l'organització és Atmano Mokshartham Jagad-hitaya Cha. Traduït del sànscrit आत्मनॊ मोक्षार्थम् जगद्धिताय च, significa "per a la seva pròpia salvació i per al bé del món".
Els seus objectius principals segons la Unesco són:
- Difondre la idea de la divinitat potencial de cada ésser i com manifestar-la a través de cada acció i pensament.
- Difondre la idea d'harmonia de les religions a partir de l'experiència de Sri Ramakrishna que totes les religions porten a la realització d'una mateixa realitat coneguda per diferents noms en diferents religions. La Missió honora i valora els fundadors de totes les religions mundials com Buda, Crist i Mahoma.
- Tractar tot el treball com a culte i servei a l'home com a servei a Déu.
- Fer tots els possibles intents d'alleujar el patiment humà mitjançant la difusió de l'educació, la prestació del servei mèdic, l'extensió de l'ajuda als pobladors a través dels centres de desenvolupament rural, ...
- Treballar per al benestar integral de la humanitat, sobretot per a l'aixecament dels pobres i els que estan a la sota de la societat.
- Desenvolupar personalitats harmonioses mitjançant la pràctica combinada de Jnana, Bhakti, i Karma Ioga.

## Actitud envers la política
Swami Vivekananda va prohibir que l'organització participés en qualsevol moviment o activitat política, sobre la base de la idea que els homes sagrats són apolítics.
Tanmateix, actualment, gairebé el 95% dels monjos disposen de targeta d'identificació de votant. Per tal d'estar identificats i, especialment, per viatjar. Però l'utilitzen només per a propòsits d'identificació i no per a la votació. Com a individus, els monjos poden tenir opinions polítiques, però aquests no estan pensats per ser discutits públicament.

## Presidents de la Ramakrishna Math i la Missió Ramakrishna
Llista dels presidents (caps espirituals) de l'ordre monàstica Ramakrishna i de la Missió Ramakrishna. Des del 1901 es deixa d'utilitzar el terme "president general" per "president":
- Swami Vivekananda (1897 -1901) (fundador i president general)

Presidents
1. Swami Brahmananda (1901-1922)
2. Swami Shivananda (1922-1934)
3. Swami Akhandananda (1934-1937)
4. Swami Vijnanananda (1937-1938)
5. Swami Shuddhananda (1938-1938)
6. Swami Virajananda (1938-1951)
7. Swami Shankarananda (1951-1962)
8. Swami Vishuddhananda (1962-1962)
9. Swami Madhavananda (1962-1965)
10. Swami Vireshwarananda (1966-1985)
11. Swami Gambhirananda (1985-1988)
12. Swami Bhuteshananda (1989-1998)
13. Swami Ranganathananda (1998-2005)
14. Swami Gahanananda (2005-2007)
15. Swami Atmasthananda (2007–2017)